# Paul Noack
Paul Robert Karl Noack (* 28. September 1925 in Hagen/Westfalen; † 15. April 2003 in Germering) war ein deutscher Politikwissenschaftler und Journalist.

## Leben
Noack wurde 1925 als Sohn eines kaufmännischen Direktors geboren. Nach Kriegsdienst und Kriegsgefangenschaft nahm er ein Studium der Germanistik, Romanistik, Kunstgeschichte und Anglistik auf. Er studierte an den Universitäten Freiburg im Breisgau, Genf und Paris. 1953 wurde er an der Philosophischen Fakultät der Universität Freiburg mit der Dissertation Phantastik und Realismus in den Novellen Achim von Arnims zum Dr. phil. promoviert.
Er veröffentlichte dann als politischer Redakteur von 1954 bis 1958 in der Frankfurter Allgemeinen Zeitung. Noack war Prozessberichterstatter u. a. beim Prozess von Otto John. Von 1958 bis 1968 als stellvertretender Chefredakteur des Münchner Merkurs.
Ab 1968 lehrte Noack als ordentlicher Professor für Politische Wissenschaften an der Pädagogischen Hochschule der Universität München und ab 1982 Professor für Politische Wissenschaften am Geschwister-Scholl-Institut der Universität München, wo er 1986 emeritierte. Er war Mitherausgeber der Zeitschrift Politik und Geschichte im Unterricht.
Er war u. a. stellvertretender Vorsitzender der Theodor-Heuss-Stiftung, Ehrenpräsident der Deutsch-französischen Gesellschaften für München und Oberbayern und Leiter des politischen Clubs der Evangelischen Akademie Tutzing.
Er war unter anderem Referent beim Veldensteiner Kreis.
Noack war verheiratet und Vater von zwei Kindern.

## Schriften (Auswahl)
- Tobias reist nach Kanada, Ensslin u. Laiblin, Reutlingen 1963.
- Der Park ohne Namen, Ensslin u. Laiblin, Reutlingen 1964.
- Der Bund der Unbekannten, Ensslin u. Laiblin, Reutlingen 1966.
- Deutschland von 1945 bis 1960. Ein Abriss der Innen- und Aussenpolitik. Olzog, München 1960.
- Die Intellektuellen. Wirkung, Versagen, Verdienst. Olzog, München 1961.
- Die deutsche Nachkriegszeit. Mit den wichtigsten Dokumenten im Anhang. Olzog, München 1966.
- Internationale Politik. Eine Einführung. DTV, München 1970.
- Was ist Politik? Eine Einführung in ihre Wissenschaft. Droemer-Knaur, Stuttgart 1973, ISBN 3-426-04556-7.
- Das Scheitern der Europäischen Verteidigungsgemeinschaft. Entscheidungsprozesse vor und nach dem 30. August 1954 (= Bonner Schriften zur Politik und Zeitgeschichte. Band 17). Droste, Düsseldorf 1977, ISBN 3-7700-0452-3.
- Die manipulierte Revolution. Von der Bastille bis in unsere Zeit. Piper, München 1978, ISBN 3-492-02380-0.
- Ist die Demokratie noch regierbar? List, München 1980, ISBN 3-471-78217-6.
- mit Henning Behrens: Theorien der internationalen Politik. DTV, München 1984, ISBN 3-423-04414-4.
- Korruption – die andere Seite der Macht. Kindler, München 1985, ISBN 3-463-40015-4.
- Die dritte Kraft? Streitschrift für einen zeitnahen Liberalismus. List, München 1986, ISBN 3-471-78222-2.
- (Hrsg.): Freiheit muss erkämpft werden. Hildegard Hamm-Brücher – Profil einer Politikerin. Piper, München 1991, ISBN 3-492-11439-3.
- Olympe de Gouges, 1748–1793. Kurtisane und Kämpferin für die Rechte der Frau. DTV, München 1992, ISBN 3-423-30319-0.
- Deutschland, deine Intellektuellen. Die Kunst, sich ins Abseits zu stellen. [Über die Besserwisser der Nation]. Ullstein, Frankfurt am Main 1993, ISBN 3-548-35308-8.
- Carl Schmitt. Eine Biografie. Ullstein, Berlin 1996. ISBN 3-548-35581-1.
- Eine Geschichte der Zukunft (= Schriftenreihe Extremismus & Demokratie, Band 9). Bouvier, Bonn 1996. ISBN 3-416-02648-9.
- Ernst Jünger. Eine Biografie. Fest, Berlin 1998, ISBN 3-8286-0024-7.
- Elisabeth Christine und Friedrich der Große. Ein Frauenleben in Preußen. Klett-Cotta, Stuttgart 2001, ISBN 3-608-94292-0

## Auszeichnungen
- 1986: Bundesverdienstkreuz am Bande
- 1994: Kulturpreis der Stadt Germering